# Alphonse Attardi
Alphonse „The Peacemaker“ Attardi alias Jim Carra (* 1. April 1892 auf Sizilien – 17. Juli 1970 in Suffolk County (New York)) war ein italo-amerikanischer Mobster  im Umfeld des Gambino-Familie der amerikanischen Cosa Nostra, der zum Pentito wurde.
Vordergründig betrieb Attardi einen Importhandel mit Olivenöl, war aber in den Drogenhandel der Mafia verstrickt.

## Leben
Nach einer Quelle soll Attradi erst 1897 geboren worden sein und auf Sizilien der originären Cosa Nostra beigetreten sein, bevor er 1919 in die Vereinigten Staaten von Amerika einwanderte.
Die kriminelle Karriere für Attardi nahm in den wilden 1920er Jahren an Fahrt auf, als sich die unterschiedlichen Banden untereinander bekriegten und auch innerhalb der Mafiafamilien Machtkämpfe stattfanden und Attardi war mittendrin.
Er war – wie viele andere – zunächst in den Alkoholschmuggel während der Prohibitionszeit verstrickt und wechselte danach in den Drogenhandel.
Attardi war Albert Anastasia untergeordnet, aber Oberhaupt der Familie war noch Vincent Mangano. Zu diesem Zeitpunkt war die Gambino-Familie bereits im Drogenhandel tätig, bevor dann das Geschäft von Lucky Luciano innerhalb der gesamten Mafia intensiviert wurde.
Als Luciano 1946 ausgewiesen worden war, organisierte er den Drogenschmuggel von Italien in die USA, welcher über den Pier der 54 Street in Brooklyn abgewickelt wurde. Dort wurden Schiffe des amerikanischen Militärs entladen und Müllfahrzeuge zum Abtransport der illegalen Waren benutzt.
In den frühen 1950er Jahren wurden die illegalen Aktivitäten von Attardi abrupt beendet, da er wegen Drogenhandels in Houston, Texas festgenommen wurde. Während der Verbüßung seiner Haftstrafe verstarb seine Frau und die Bank beendete auch sein legales Geschäft per Zwangsversteigerung.
Nach seiner Freilassung bezog er ein runtergekommenes Appartement in der Delany Street im Stadtteil Manhattan von New York City, welche der Lower East Side zuzurechnen ist.
1952 bot das Finanzministerium der Vereinigten Staaten (United States Department of the Treasury) ihm an ihr Informant zu werden, was Attardi zunächst ablehnte; nach sechs Monaten willigte er aber in das Angebot ein und sollte den Beamten bei verdeckten Ermittlungen behilflich sein.
Insbesondere unterwies Attardi dem Undercover-Agenten Joe Tremoglie in das Netz von Assoziierten – Personen die (noch) nicht Vollmitglieder der Mafia sind oder werden können – welche in den Drogenhandel verstrickt waren, wozu u. a. insbesondere Benny Bellanca und Pietro Beddia zählten. Auf diese Weise ermöglichte er Tremoglie in diese Verbindungen einzudringen, dabei sein Risiko für Leib und Leben zu minimieren und die Erfolgsaussichten zu steigern.
Als Belohnung erhielt Attardi 5.000 US-Dollar und verließ umgehend zusammen mit seiner Freundin das Land.
Eventuell war Attardi aber bereits 1947 Informant für Federal Bureau of Narcotics geworden.
1968 gab Attradi unter dem Pseudonym Jim Carra dem Parade Magazine ein Interview über seine Zeit als Drogenhändler für die Mafia.
Auch über sein Todesdatum existiert eine abweichende Angabe, demnach könnte er auch erst 1972 verstorben sein.

## Attardi als Quelle
- Attardi lieferte tiefe Einblicke in den frühen Drogenhandel der Mafia vor der späteren  French Connection und der Pizza Connection.[1]
- Attardi benennt – abweichend zu anderen Thesen – Salvatore Mambrao als Mörder des Gambino-Oberhauptes Salvatore „Toto D’Aquila“, als dieser am 28. Oktober 1928 niedergeschossen wurde.[4]